# Czernice (przystanek kolejowy w województwie mazowieckim)
Czernice – dawny kolejowy przystanek osobowy i ładownia publiczna na wąskotorowej linii kolejowej Mława Wąskotorowa – Zamość Mazowiecki w Czernicach Borowych, w województwie mazowieckim, w Polsce.